# Otway Herbert

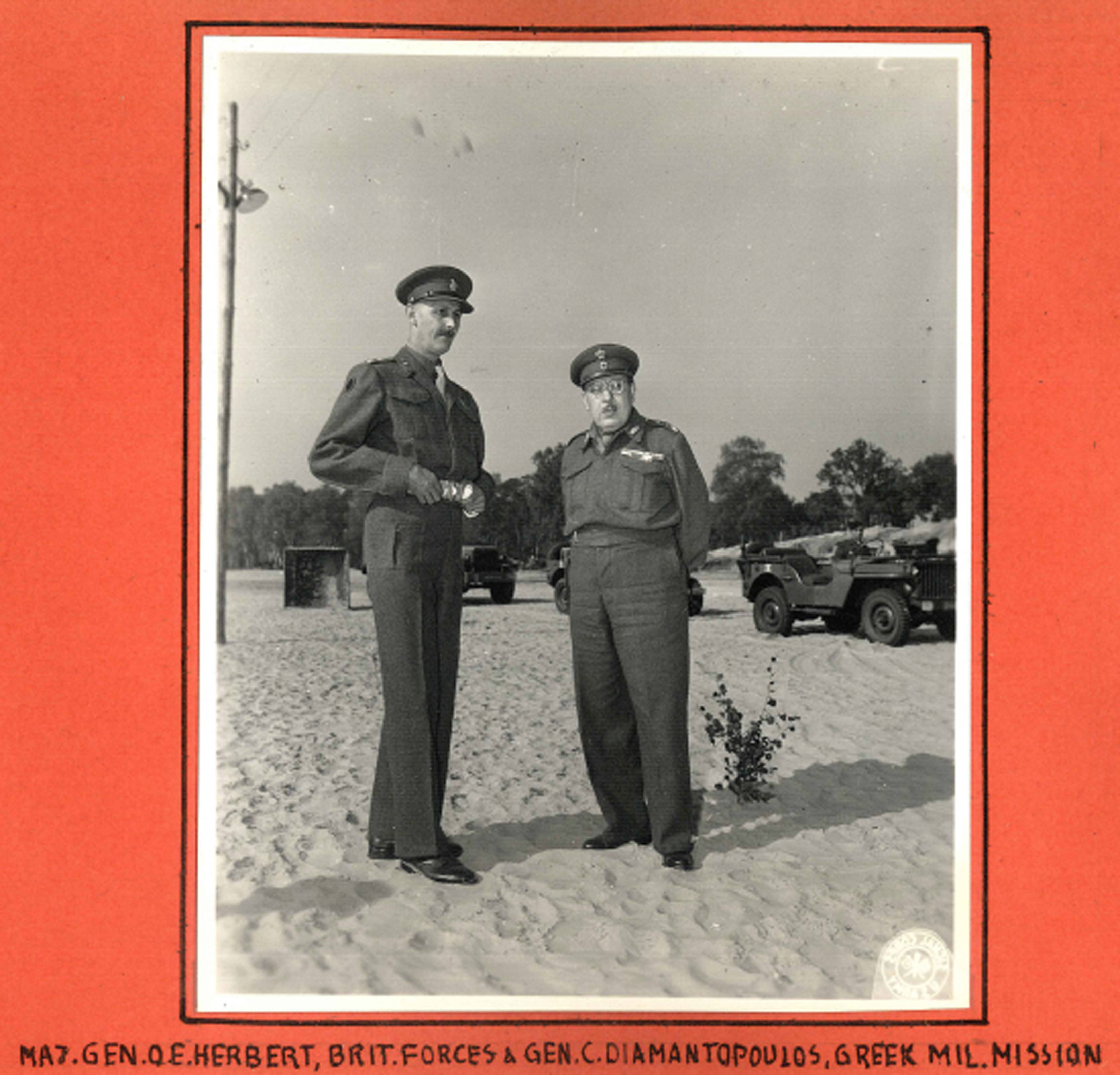
Otway Herbert (links, 1948)

Sir Edwin Otway Herbert KBE CB DSO (* 19. November 1901 in Englewood/New Jersey, USA; † 4. April 1984 in Glyndwr/Clwyd, Wales) war ein britischer Offizier und Generalleutnant des Heeres. Er war von 1947 bis 1949 der dritte Kommandant des Britischen Sektors von Berlin und somit einer der alliierten Stadtkommandanten.

## Frühe Jahre
Otway Herbert wuchs in England auf und absolvierte die Falstead Grammar School in Essex, bevor er zunächst an die Royal Military Academy in Woolwich bei London und im Anschluss an das Royal Military College nach Sandhurst wechselte.
1921 begann er als Leutnant seine Militärkarriere bei der Royal Artillery des britischen Heeres.
Zwischen 1928 und 1935 wurde er bei den britischen Truppen in Ägypten eingesetzt. Nach seiner Rückkehr nach Großbritannien schloss sich eine Verwendung als Stabschef in einer Luftabwehreinheit an.
Wegen seiner Verdienste war er bereits zu diesem Zeitpunkt hochdekoriert und erhielt zudem das US-amerikanische Legion of Merit.
Nach Ausbruch des Zweiten Weltkriegs übernahm er 1939 in derselben Einheit den Posten des stellvertretenden Adjutanten und wechselte im Anschluss in die British Expeditionary Force (BEF), für die er an Einsätzen in Frankreich und Belgien teilnahm.
Am 1. März 1942 wurde er Kommandierender Offizier des 6. Bataillons der Shropshire Light Infantry, ein Infanterieregiment der britischen Armee. Seine Aufgabe bestand darin, das Regiment organisatorisch in das neue 181. Feldregiment der Royal Artillery umzuwandeln, das Teil der bekannten Nordafrika-Truppe wurde.
Im August 1942 wechselte Herbert an das 132. walisische Feldregiment der Royal Artillery und befehligte als Kommandierender Offizier den Tunesienfeldzug. Ein Jahr später wurde er an die 21. Armeegruppe nach England versetzt und schließlich in Nordwesteuropa eingesetzt.
Nach dem Zweiten Weltkrieg übernahm er das Kommando über die 5. Division der Royal Artillery. Im selben Zeitraum erfolgte die Beförderung zum Generalmajor.

## Stadtkommandant in Berlin
Als Nachfolger des inzwischen verstorbenen Eric Nares übernahm er am 14. August 1947 den Posten des Kommandanten des Britischen Sektors von Berlin. Er war somit neben den US-Amerikanern Cornelius Ryan, William Hesketh (ab September 1947) und Frank L. Howley (ab Dezember 1947), dem Sowjet Alexander Kotikow und dem Franzosen Jean Ganeval einer der alliierten Stadtkommandanten, die als Gremium die Alliierte Kommandantur und zugleich die höchste Instanz für West-Berlin bildeten.
Herbert war nach seinem Vorgänger Nares der zweite britische Stadtkommandant, der die im Berliner Ortsteil Gatow befindliche Villa Lemm als Wohnsitz bezog.
In seine Amtszeit fiel der Besuch seines Freundes Feldmarschall Bernard Montgomery 1948 und auch der Abzug des sowjetischen Stadtkommandanten aus der Alliierten Kommandantur im Juni 1948.
Am 23. Januar 1949 wurde Herbert wieder aus Berlin abberufen und als Stadtkommandant durch Geoffrey Kemp Bourne abgelöst.

## Letzte Kommandos
Otway Herbert wurde im Januar 1949 als Abteilungsleiter an das damals noch selbstständige und mit dem späteren Kriegsministerium vergleichbare War Office versetzt und übernahm bereits 1952 den Posten des Kommandierenden Generals in Westafrika.
Wegen seiner außerordentlichen Verdienste, schlug ihn Königin Elisabeth II. 1955 zum Knight Commander des Order of the British Empire und erhob ihn somit in den Adelsstand.
1956 wurde Herbert schließlich zum Generalleutnant befördert und mit dem Kommando über die Königliche Artillerie betraut, ehe er 1960 in den Ruhestand trat.

## Privates
Otway Herbert kam in den Vereinigten Staaten als Sohn von Gustavus Otway Herbert und Alice McLanaghan zur Welt und war seit dem 19. November 1925 mit seiner Frau Muriel Irlam Barlow verheiratet. Aus der Ehe ging die Tochter Elizabeth Ann Herbert (1927–2005) hervor.
Er besaß sowohl die britische, als auch die US-amerikanische Staatsbürgerschaft und lebte seit 1976 auf der Insel Anglesey an der Nordwestküste von Wales.
Bereits als hochrangiger Offizier führte Herbert grundsätzlich nur noch seinen zweiten Vornamen als Rufnamen, um nicht mit dem gleichnamigen Juristen und Mitglied des House of Lords, Edwin Herbert, verwechselt zu werden.
Otway Herbert starb am 4. April 1984 im Alter von 82 Jahren.

## Auszeichnungen
- Legion of Merit
- Companion des Order of the Bath
- Orden von Oranien-Nassau
- Companion des Distinguished Service Order
- Knight Commander des Order of the British Empire